# Husum, Nienburg
Husum là một đô thị ở huyện Nienburg, trong bang Niedersachsen, nước Đức. Đô thị Husum, Nienburg có diện tích 39,84 km².